# La Tragédie des Habsbourg
Pour plus de détails, voir Fiche technique et Distribution.
La Tragédie des Habsbourg (Tragödie im Hause Habsburg) est un film allemand réalisé par Alexander Korda, sorti en 1924.

## Synopsis
L'empereur François-Joseph Ier arrange un mariage pour son fils l'archiduc Rodolphe, cependant, ce dernier tombe amoureux de la baronne Marie Vetsera, dont l'issue de leur relation sera fatal.

## Fiche technique
- Titre : La Tragédie des Habsbourg
- Titre original : Tragödie im Hause Habsburg
- Réalisation : Alexander Korda
- Scénario : Lajos Biró
- Photographie : Nicolas Farkas
- Montage : Karl Hartl
- Pays d'origine :  République de Weimar
- Format : Noir et blanc - 1,33:1 - Film muet
- Genre : Film dramatique
- Dates de sortie : 
  - République de Weimar : 30 mai 1924 (Berlin)
  - Finlande : 18 octobre 1925
  - Turquie : 1926
  - Dictature nationale portugaise : 13 octobre 1927

## Distribution
- María Corda : Marie Vetsera
- Kálmán Zátony : Rodolphe d'Autriche
- Emil Fenyvessy : François-Joseph Ier d'Autriche